# Beaubourg (álbum)
Beaubourg é um álbum de estúdio do músico grego Vangelis, lançado em 1978.
| Críticas profissionais                                                      | Críticas profissionais |
| Avaliações da crítica                                                       | Avaliações da crítica  |
| Fonte                                                                       | Avaliação              |
| --------------------------------------------------------------------------- | ---------------------- |
| Allmusic                                                                    | [ 2 ]                  |
| Esta tabela precisa de ser acompanhada por texto em prosa. Consulte o guia. |                        |

## Faixas
1. "Beaubourg, Part I" – 18:09
2. "Beaubourg, Part II" – 21:05